# Бина (Лоар и Шер)
Бина (фр. Binas) насеље је и општина у централној Француској у региону Центар (регион), у департману Лоар и Шер која припада префектури Блоа.
По подацима из 2011. године у општини је живело 727 становника, а густина насељености је износила 27,56 становника/km². Општина се простире на површини од 26,38 km². Налази се на средњој надморској висини од 128 метара (максималној 133 m, а минималној 120 m).

## Демографија
| 1962. | 1968. | 1975. | 1982. | 1990. | 1999. | 2011. |
| ----- | ----- | ----- | ----- | ----- | ----- | ----- |
| 760   | 813   | 746   | 689   | 601   | 593   | 727   |

График промене броја становника у току последњих година